# Oclusiva uvular sonora
La oclusiva uvular sonora es una consonante oral central que solo se realiza en unos pocos idiomas. Su representación fonética según el alfabeto fonético internacional es [⁠ɢ⁠]. La lengua se apoya cerca de la campanilla (uvular) para producir una explosión de sonido (oclusiva) durante la cual las cuerdas vocales vibran (sonora).
Se encuentra principalmente en dialectos arábigo-yemeníes, en lugar del patrón de oclusiva uvular sorda árabe; en las lenguas inuit; a comienzo de palabra en persa (realización ortográfica: (en persa) o (en persa)); en el somalí (q); tsakhur (Azerbaiyán), tabasaro (Cáucaso), Oowekyala y en ǃXóõ.
- Datos: Q290979